# Karl Streit

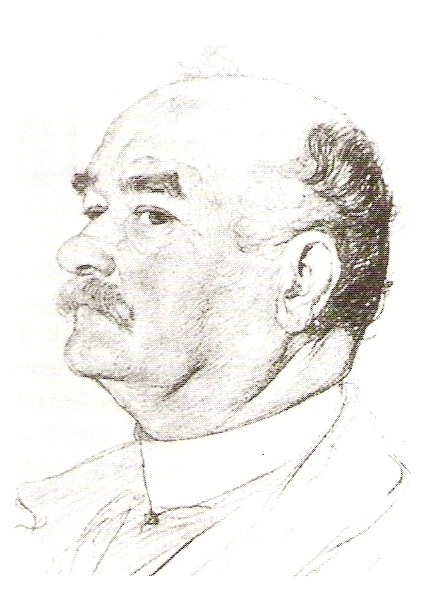
Karl Streit
(Zeichnung von Christian Wilhelm Allers)

Karl Stephan Streit (* 31. März 1833 in Münnerstadt, Unterfranken; † 12. Februar 1902 in Bad Kissingen, Unterfranken) war ein bayerischer Regierungsrevisor, Salinenverwalter und Kunstsammler.

## Leben
Karl Streit besuchte das Gymnasium in Münnerstadt und studierte Jura an der Universität Würzburg. Er war Sekretär des landwirtschaftlichen Vereins, schließlich Regierungsrevisor und wurde später zum königlich bayerischen Ökonomierat ernannt. Nachdem sein in den bayerischen Adelsstand erhobener Bruder Ignaz von Streit Pächter der Badeeinrichtungen in den benachbarten bayerischen Kurorten Bad Kissingen und Bad Bocklet geworden war, übernahm Karl Streit die Oberaufsicht über die Landwirtschaft und die Gärtnerei der längst zu Wohnraum umgenutzten Oberen Saline in Hausen bei Bad Kissingen.
So war es auch Streit, der ab 1876 für Otto von Bismarck die Wohnräume in der Oberen Saline (heute: Bismarck-Museum) einrichtete, in denen dieser insgesamt vierzehn Mal und Kaiserin Auguste Viktoria mit ihrer Familie einmal im Jahr 1889 während ihrer Kur wohnten.
Streit war Sammler von Kunstwerken, besonders des Bildhauers Tilman Riemenschneider, die teilweise heute Ausstellungsstücke des Bayerischen Nationalmuseums in München und des Museums für Franken in Würzburg sind. So war er auch Autor des Buches Tylman Riemenschneider 1460–1531. Leben und Kunstwerke des fränkischen Bildschnitzers (Berlin 1888). Diese Vorliebe für Riemenschneider kommt auch durch das Metallrelief Beweinung Christi im Mittelteil seines Grabsteins auf dem Bad Kissinger Kapellenfriedhof zum Ausdruck. Streit stifte auch das Rosenkranzbild im Inneren der Bad Kissinger Marienkapelle.
Streit war von 1880 bis 1895 Mitglied und Vorstand des landwirtschaftlichen Bezirks- und Kreisvereins, des im Jahr 1893 vom Grafen Friedrich von Luxburg gegründeten Altertumsvereins Würzburg (heute: Freunde Mainfränkischer Kunst und Geschichte), Alter Herr des Corps Moenania zu Würzburg und er war Ehrenmitglied des Kriegervereins Kissingen und Hausen, wo er u. a. Reden von feurigstem Patriotismus für Kaiser und Reich hielt.
Streit war einer der wichtigsten Berater und Freunde des Grafen Friedrich von Luxburg, wenn es um Kunstankäufe für dessen Aschacher Schloss ging.

## Ehrungen
Jedes Jahr wurde er von Prinzregent Luitpold von Bayern zur Audienz und zu Tisch empfangen. 
Sein Geburtsort Münnerstadt ernannte Streit im Jahr 1894 zum Ehrenbürger.
In Münnerstadt ist die Streitgasse und in Bad Kissingen die Karl-Streit-Straße nach ihm benannt.

## Veröffentlichungen
- Tylmann Riemenschneider 1460–1531. Leben und Kunstwerke des fränkischen Bildschnitzers. 2 Bände. Wasmuth, Berlin 1888 (Digitalisate von Band 1 und Band 2 im MDZ).